# Laimont
Laimont település Franciaországban, Meuse megyében. Lakosainak száma 426 fő (2022. január 1.). Laimont Brabant-le-Roi, Louppy-le-Château, Val-d’Ornain, Neuville-sur-Ornain, Revigny-sur-Ornain és Villers-aux-Vents községekkel határos.

## Népesség
A település népességének változása:
| Lakosok száma | 341  | 410  | 451  | 429  | 453  | 464  | 461  | 441  | 431  | 426  |
|               | 1968 | 1982 | 1990 | 2006 | 2013 | 2015 | 2017 | 2019 | 2020 | 2022 |